# Uni Girona Club de Bàsquet
L'Uni Girona Club de Bàsquet, també conegut com Uni Girona, és un club català de bàsquet femení de la ciutat de Girona, fundat el 2005 fruit de la fusió dels dos equips històrics del basquet femení gironí, el Club Esportiu Santa Eugènia de Ter i el Club Bàsquet Vedruna. L'equip sènior participà en la Lliga Femenina 1 després de quedar campió de la Lliga Femenina 2 la temporada 2008-09. La temporada 2014-15 van proclamar-se campiones d'Espanya i la 2015-16 van debutar a l'Euroleague Women, la competició més important de clubs a nivell continental, a més de guanyar la Supercopa d'Espanya.

## Història[calcitació]
L'Uni Girona C.B. és un dels projectes esportius d’elit més productius que ha donat Girona en els últims anys. En el seu novè any d’història, el primer equip de l'entitat havia finalitzat la cinquena temporada a la Lliga Femenina, la màxima categoria del bàsquet femení estatal. En aquestes 5 temporades han aconseguit 2 tercers llocs i 3 cinquenes posicions.
L’Uni Girona va néixer el juny del 2005 com un projecte comú entre el CESET i el Vedruna, dues entitats esportives de Girona amb més de 20 anys de trajectòria en el bàsquet femení i que venien d’assolir diversos èxits en les categories de formació en l'àmbit català i estatal. Després de només una temporada a Copa Catalunya, i tres a Lliga femenina 2, l’Uni Girona va assolir l’ascens a la màxima categoria estatal, la Lliga Femenina, i va permetre a la ciutat i a la demarcació tornar a tenir-hi un equip 20 anys després. En l’any del debut, l'equip es va convertir en l'equip revelació de la lliga i va tancar la temporada en cinquè lloc. El segon any es va aconseguir de nou un resultat similar, amb la Copa Catalunya i una cinquena posició a la lliga. El tercer any va ser el de la consolidació definitiva de l'equip a la lliga, aconseguint arribar a les semifinals de Copa de la Reina i una tercera posició a Lliga Femenina que va donar la possibilitat a l'equip de jugar el Play-off pel títol i classificar-se per l'Eurolliga.
La temporada 2014-15 l'equip es proclamà campió de la Lliga Espanyola per primera vegada i la temporada següent debutà finalment a Europa jugant la màxima competició europea, l'Euroleague Women. Com a subcampió estatal 2015-16, la temporada 2016-17 disputà l'Eurocup Women, segona competició a nivell europeu.
A partir de la temporada 2022-2023 les categories inferiors de l'Uni Griona van passar a formar part del Bàsquet Girona sota la denominació Bàsquet Girona Uni Laia Palau.
El 18 de juny de 2025 es s'anuncià la fusió definitiva, després d'un intent fallit l'estiu anterior, entre l'Uni Girona i el Bàsquet Girona sota una mateixa entitat.

## Palmarès
- 2 Lligues espanyoles de bàsquet femenina: 2014-15, 2018-19
- 1 Copa espanyola de bàsquet femenina: 2020-21
- 3 Supercopes espanyoles de bàsquet femenina: 2015-16, 2019-20, 2022-23,
- 9 Lligues catalanes de bàsquet femenina: 2010-11, 2011-12, 2012-13, 2013-14, 2014-15, 2017-18, 2018-19, 2019-20, 2020-21